# São José do Peixe
São José do Peixe is een gemeente in de Braziliaanse deelstaat Piauí. De gemeente telt 3.835 inwoners (schatting 2009).
De gemeente grenst aan São Francisco do PI, Colônia do PI, São Miguel do Fidalgo, Socorro, Ribeira, Flores do PI, Itaueira, Floriano en Nazaré.